# Pere Rafart i Arza
Pere Rafart i Arza, (14 d'abril de 1989, Solsona) és un il·lusionista solsoní, guanyador del premi Memorial Ascanio i del Congrés Màgic Nacional l'any 2017. L'estiu del 2018 va convertir-se en subcampió mundial en cartomàgia a Busan (Corea), al campionat mundial de màgia de la Federació Internacional d'entitats de màgia (FISM), posició que va revalidar el 2022 a Quebec (Canadà), quedant per darrere del francès Markobi.
L'11 de febrer del 2019 obté els quatre sís del jurat del programa Got Talent de Telecinco, deixant impressionat el jurat del programa.
És professor de cursos de màgia a la històrica botiga barcelonina El Rei de la Màgia.

## Premis
- 2017: 1r lloc al Congrés Màgic Nacional (Manresa)[2]
- 2017: Premi Memorial Ascanio[9]
- 2018: FISM WORLD CHAMPIONSHIP OF MAGIC, 2n premi, Card Magic (Busan, Corea)
- 2022: FISM WORLD CHAMPIONSHIP OF MAGIC, 2n premi, Card Magic (Quebec, Canadà).